# La movida (álbum)
La movida es el nombre del quinto álbum de estudio del cantante Joey Montana. Este fue publicado el 31 de octubre de 2019.
El álbum se caracteriza por el estilo urbano de Joey Montana. Se desprenden del mismo, algunos sencillos como: «Suena el dembow», «La movida», «Rosas o espinas» y «Viral pisadinha» entre algunas. Asimismo el 31 de octubre de 2019, el álbum fue presentado junto a su sencillo «Everything» junto a Danna Paola y Nasri.
En este álbum, están incluidas las participaciones de Sebastián Yatra, De La Ghetto, Lalo Ebratt y Danna Paola, entre otros.

## Lista de canciones
| N.º | Título                                    | Duración |  |
| 1.  | «Everything» (con Danna Paola y Nasri)    | 3:04     |  |
| 2.  | «La llamada»                              | 3:20     |  |
| 3.  | «Suena el dembow» (con Sebastián Yatra)   | 3:16     |  |
| 4.  | «Cero a la izquierda» (con Akim)          | 2:50     |  |
| 5.  | «Rosas o espinas» (con Nacho)             | 3:13     |  |
| 6.  | «Saturno»                                 | 3:07     |  |
| 7.  | «No te va» (con Lalo Ebratt)              | 3:25     |  |
| 8.  | «Perreando»                               | 3:15     |  |
| 9.  | «Corazón de metal»                        | 3:53     |  |
| 10. | «Muñeca»                                  | 2:22     |  |
| 11. | «La movida»                               | 3:14     |  |
| 12. | «Viral pisadinha» (con Felipe Araujo)     | 2:26     |  |
| 13. | «Yo te llamo» (con De La Ghetto y Noriel) | 3:22     |  |